# Ozola
L'Ozola (Ozla nel dialetto ligonchiese) è un torrente appenninico, affluente di destra del fiume Secchia, che scorre all'interno della provincia di Reggio Emilia.

## Descrizione

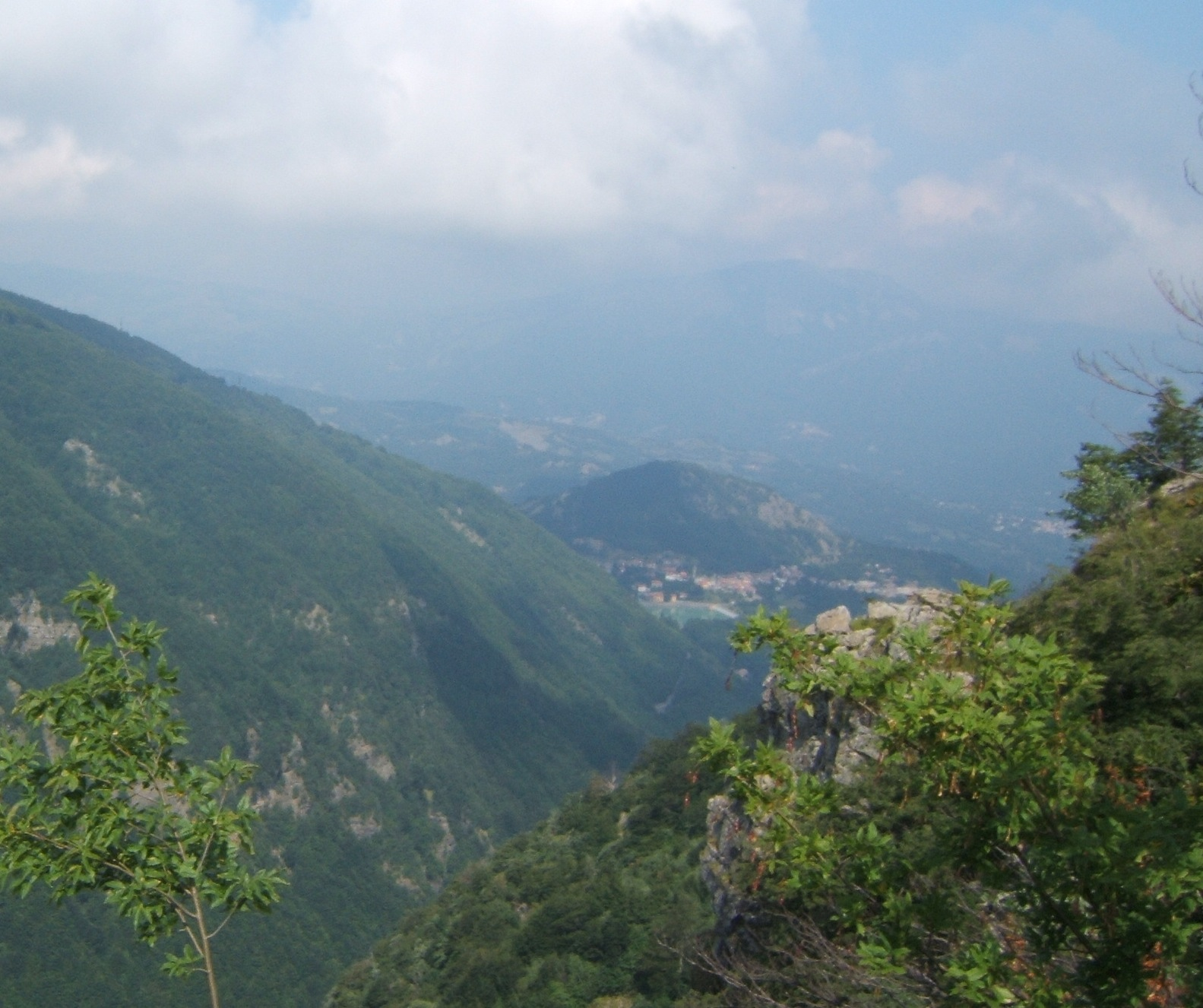
Ligonchio e il lago della centrale visti dalla valle dell'Ozola

L'Ozola nasce nella zona del bargetano ai piedi del Monte Prado, nell'alto Appennino reggiano. Dopo il primo tratto tra brughiere d'alta quota, il torrente scorre ai piedi del Monte Cusna tra le fitte faggete della valle dell'Ozola raggiungendo la Presa Alta, un piccolo lago artificiale che alimenta la centrale idroelettrica di Ligonchio. La valle dell'Ozola si stringe quindi nella gola degli Schiocchi, dove si trova un secondo punto di derivazione delle acque (traversa) detto Presa Bassa.
Intersecata la strada provinciale 59 e lasciato sulla sinistra l'abitato di Ligonchio di Sotto, l'Ozola scorre verso nord incassato in una stretta valle boscosa. Superata in destra idrografica la confluenza del rio Guardarolo, tocca la frazione di Piolo, e, poco più a valle, riceve nella sinistra orografica, le acque del torrente Rossendola. Superate le località di Caprile e Cinquecerri sfocia nella destra idrografica del Secchia.

## Affluenti
- Torrente Caprile: (2.2km): sfocia nell'omonima località e nasce nel Colle Arbuceto:
- Torrente Rossendola: (6km): sfocia a Caprile (Cinquecerri) e nasce sul Monte Asinara;
- Torrente Guadarola: (6km) sfocia nei pressi di Piolo e nasce sul Monte Bigioletto.

## Regime idrologico
Il regime dell'Ozola, come altri torrenti appenninici, presenta notevoli variazioni nella sua entità alternando lunghi periodi di magra o secca a piene brevi ed impetuose. Il bacino imbrifero di raccolta acque del torrente è di 64.1 km2 mentre la portata media si attesta intorno a 2,85 m3/s presso la foce nel Secchia.